# Jajko czy kura?

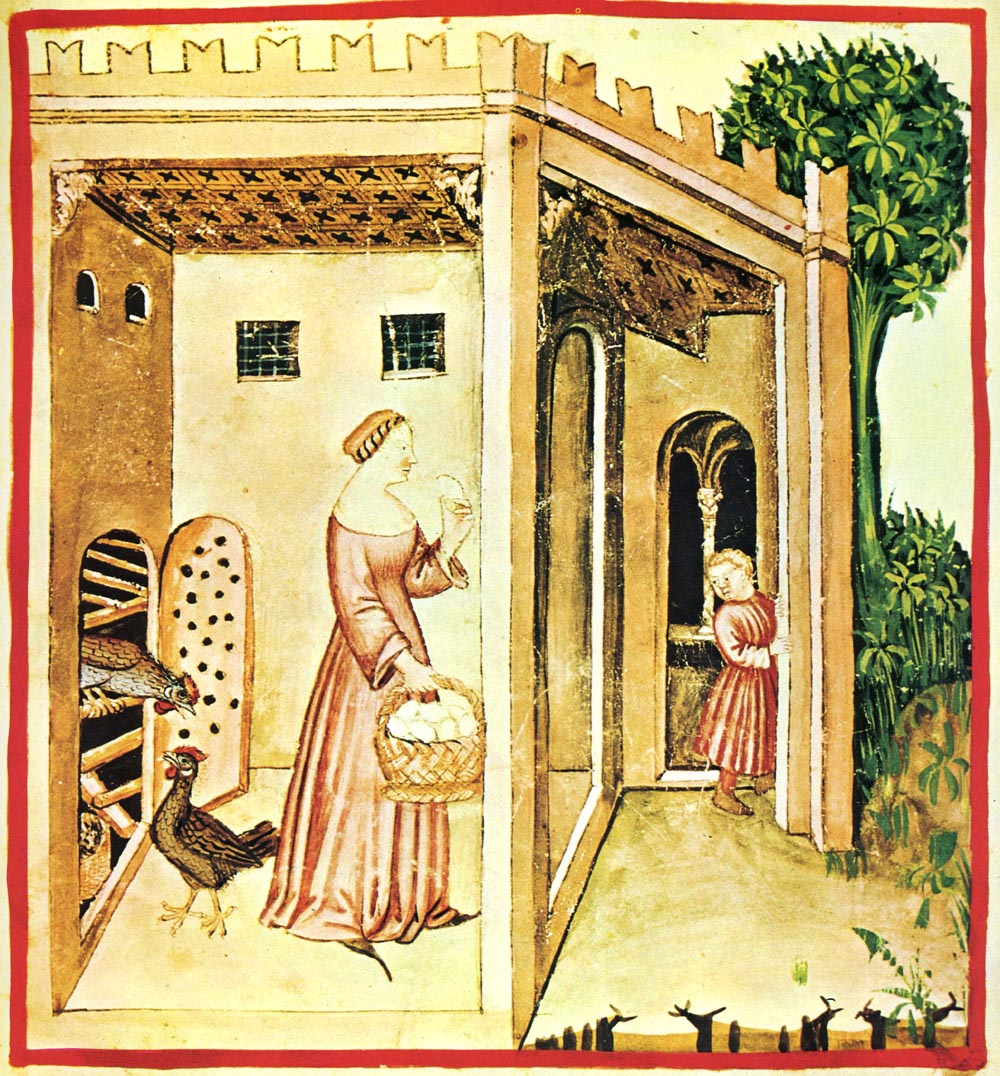
Ilustracja z Tacuinum Sanitatis, XIV wiek

Jajko czy kura? – dylemat przyczynowo-skutkowy znany powszechnie jako pytanie: „Co było pierwsze, jajko czy kura?”. Dylemat ten odnosi się do problemów wynikających z kolistej przyczynowości czy odwołań cyklicznych.
Traktując dylemat dosłownie, można łatwo na niego odpowiedzieć, ponieważ jajorodne stworzenia są dawniejsze niż kura domowa. Najczęściej jednak odnosi się do jego sensu metaforycznego, czyli metafizycznego pytania o przyczynowość. W tym sensie można przeformułować ten dylemat do postaci: „Co było pierwsze, „X”, które nie mogło zaistnieć bez „Y”, czy „Y”, które nie mogło zaistnieć bez „X”?”.
Dla starożytnych filozofów pytanie o pierwszeństwo jajka bądź kury prowadziło bezpośrednio do pytania o sam początek życia i wszechświata.

## Rozwiązania dylematu

### Ewolucja
W teorii ewolucji Darwina stwierdza się, że gatunki zmieniają się w czasie na skutek mutacji i selekcji. Ponieważ DNA może zostać zmodyfikowane jedynie przed urodzeniem, mutacja musi mieć miejsce w momencie zapłodnienia komórki jajowej bądź w samym jajku, które złożyło zwierzę podobne do kury, ale nie kura. W tym świetle, zarówno jajko, jak i kura ewoluowały równocześnie z ptaków niebędących kurami, i które nie składały kurzych jaj, lecz które stopniowo, z upływem czasu, stawały się coraz bardziej podobne do współczesnych kur domowych. Jednakże mutacja w pojedynczym przypadku nie jest normalnie uznawana za powstanie nowego gatunku. Przypadek specjacji dotyczy wyodrębnienia nowej populacji z dotychczasowej populacji macierzystej wskutek krzyżowania; jest to proces, według którego zwierzęta domowe wyodrębniły się genetycznie ze swoich dzikich przodków. Cała tak wydzielona grupa może być uznana za nowy gatunek. Można wierzyć, że współczesne kury pochodzą od innego, blisko spokrewnionego gatunku ptaków, kura bankiwa, ale niedawno odkryte dowody genetyczne sugerują, jakoby kura domowa była z pochodzenia krzyżówką kura bankiwa oraz kura siwego. Zakładając, że dowód potwierdzający hybrydowy charakter kury jest wiarygodny, jajo, opierając się na drugiej z możliwości mutacji, wyprzedza kurę.

### Teologia
Pisma judeochrześcijańskie wskazują na stworzenie ptaków przez Boga wraz z całą resztą wszechświata. Judeochrześcijańska historia stworzenia opisuje Boga stwarzającego ptaki i nakazującego im się rozmnażać, nie wspominając jednak bezpośrednio o jajkach. Zgodnie z rozdziałem pierwszym Księgi Rodzaju:

„19 I stał się wieczór, i stał się zaranek, dzień czwarty. 20 I rzekł Bóg: Niech hojnie wywiodą wody płaz duszy żywiącej; a ptactwo niech lata nad ziemią, pod rozpostarciem niebieskim. 21 I stworzył Bóg wieloryby wielkie, i wszelką duszę żywiącą płazającą się, którą hojnie wywiodły wody, według rodzaju ich; i wszelkie ptactwo skrzydlaste, według rodzaju ich; i widział Bóg, że to było dobre. 22 Błogosławił im tedy Bóg, mówiąc: Rozradzajcie się, i rozmnażajcie się, a napełniajcie wody morskie; i ptactwo niech się rozmnaża na ziemi”.

Zgodnie z literalną interpretacją, Księga Rodzaju wskazuje na pierwszeństwo kury przed jajkiem.
Jeśli chodzi o pisma hinduizmu, stworzenie ptaków (oraz innych form życia) przez Boga dzięki nadludzkim istotom jest wskazane w Puranach i Dhamasatrach. Jednakże jeśli rozszerzyć definicję jajka, tak by obejmowała także jajka inne niż kurze, hinduska mitologia wspomina także o kosmicznym jajku, z którego powstał znany ludziom wszechświat. W tym sensie istnienie tego najwyższego jajka wyprzedza istnienie wszystkich stworzeń, w tym także kur, jak i kurzych jaj. Jajko to znane jest jako Brahmanda, gdzie „Вrahma” znaczy stwórca, a „anda” znaczy jajko. Pierwotne jajko jest także przedstawiane jako Lingam.

### Cykliczna koncepcja czasu
W buddyzmie istnieje wierzenie w tzw. koło czasu, w którym traktuje się czas jako cykliczny z powtarzającymi się epokami. Podobnie jest w pewnych innych kulturach, szczególnie w mezoamerykańskich cywilizacjach Azteków i Majów oraz w przekonaniach niektórych plemion indiańskich. W powiązaniu z ideą wiecznego powrotu wyrażoną przez Fryderyka Nietzschego, ta koncepcja czasu daje odmienną odpowiedź na pytanie, co było pierwsze. Zakłada się, że czas jest wiecznie powtarzający się, w związku z czym nie ma „początku” w wieczności, nie ma momentu stworzenia. Odpowiedź jest więc następująca: nic nie było pierwsze. W cyklicznej koncepcji czasu nie ma „pierwszego”.